# ييرين
جونغ ييرين (بالـهانغل: 정예린) ولدت في 19 أغسطس 1996، وهي راقصة ومغنية في فرقة جيفريند.

## حياتها
ولدت في إنتشون، كوريا الجنوبية. فصيلة دمها O ولديها اخ واحد أكبر منها.
تدربت في فانتاجيو إنترتينمنت، كما انها متدربة سابقة في كيوب إنترتينمنت، درست في مدرسة سول للفنون التعبيرية وتخرجت منها في 2015.

## الاغاني

### تعاونات
- Spring Again" - 2017" (مع تساو لو عضوة فيستار وكيسوم)

### البرامج الغنائية
- 2017 - "I Don't Know Love Yet" (برنامج singderella)
- 2017 - "Crazy" (برنامج singderella)
- 2017 - "Fire" (برنامج Great Girl Group Battle)

### الحفلات المنفردة
- 2018 - "U Go Girls" (الحفل المنفرد الأول "Season of GFRIEND")

## الظهورالفني
- 2015 - أغنية "I Wish" للمغني كيم هي تشول عضو فرقة سوبرجونيور.

## معلومات عامة
- لقبها هو الجينسنغ الأحمر لانها تعطي طاقة للعضوات.
- صديقة مقربة من اوه ها يونغ عضوة اي بينك.[5] وتشوي يو جونغ عضوة ويكي ميكي,[3] وجيهيو عضوة توايس.
- معجبة كبيرة بفرقة شايني.
- ولدت في نفس اليوم مع اومجي.

## روابط خارجية
- ييرين على موقع IMDb (الإنجليزية)
- ييرين على موقع ميوزك برينز (الإنجليزية)
- ييرين على موقع ديسكوغز (الإنجليزية)
- ييرين على موقع قاعدة بيانات الفيلم (الإنجليزية)